# Заслуженный артист Белорусской ССР
Заслуженный артист Белорусской ССР (бел. Заслужаны артыст Беларускай ССР) — почётное звание, присваивалось Президиумом Верховного Совета Белорусской ССР и являлось одной из форм признания государством и обществом заслуг выдающихся деятелей искусства, особо отличившихся в деле развития театра, музыки, кино, цирка и т. д. Учреждено 4 июля 1940 года. Присваивалось режиссёрам, композиторам, дирижёрам, концертмейстерам, художественным руководителям музыкальных, хоровых, танцевальных и других коллективов, другим творческим работникам, музыкантам-исполнителям за высокое мастерство и содействие развитию искусства.
Следующей степенью признания было присвоение звания «Народный артист Белорусской ССР», затем «Народный артист СССР».
Начиная с 1919 года и до указа 1940 года присваивалось звание «Заслуженный артист Республики». Присваивалось оно коллегиями Наркомпроса республик, приказами наркомов просвещения, исполкомами областных и краевых советов.
15 ноября 1968 года Президиум Верховного Совета БССР учредил единый нагрудный знак для лиц удостоенных почётных званий Белорусской ССР.
Аверс знака был общим для всех, на оборотной стороне указывалось наименование соответствующего почетного звания.
Первым из известных награждённых в 1935 году был  Шевчик Ян Вячеславович — кинорежиссёр и оператор.

Последним награждённым этим почётным званием в 1987 году был Бондаренко Валерий Николаевич — актёр.
С распадом Советского Союза в Белоруссии звание «Заслуженный артист Белорусской ССР» было заменено званием «Заслуженный артист Беларуси», при этом учитывая заслуги граждан Республики Беларусь, награждённых государственными наградами бывших СССР и Белорусской ССР, за ними сохранились права и обязанности, предусмотренные законодательством бывших СССР и Белорусской ССР о наградах.